# Dissertatio inauguralis botanico medica de Artemisiis
Dissertatio inauguralis botanico medica de Artemisiis — иллюстрированная научная работа с ботаническими описаниями растений рода Artemisia, которая была написана Иоганнесом Паулем Штехманом (Johannes Paul Stechmann) на латинском языке и издана в Гёттингене в 1775 году.
Стандартное обозначение названия книги при использовании в номенклатурных цитатах — Artemis.
Полное название работы — Dissertatio inauguralis botanico medica de Artemisiis. Quam consensu ordinis medicorum in Academia Georgia Augusta pro summis in medicina honoribus ev privilegiis legitime capessendis die vi. ivnii mdcclxxvу
Работа создавалась как ботанико-медицинская диссертация автора на соискание научной степени после обучения в Гёттингенском университете, где Стехман проходил обучение с 1769 года. Более десяти названий видов полыни, описанных в данной работе, входит в современную ботаническую номенклатуру.